# Стіни Салоніків
Стіни Салоніків (грец. Τείχη της Θεσσαλονίκης) — міські оборонні стіни, що оточували місто Салоніки протягом середньовіччя і до кінця XIX століття, коли велика частина стін, включаючи всю частину біля затоки Термаїкос, були знесені в рамках реструктуризації османською владою міського планування Салоніків.

## Історія
Місто було укріплено після заснування наприкінці IV століття до н. е., але нинішні стіни датуються ранньовізантійським періодом, приблизно 390 р. та містять частини більш ранньої стіни кінця III століття.
Римське завоювання (167 р. до н. е.), яке принесло римський мир, зробило стіни непотрібними, тому приблизно в середині І століття до н. століття вони були вже зруйновані.
У ІІІ столітті нашої ери укріплення були побудовані для захисту міста від готів за допомогою матеріалів попередніх будівель. За допомогою цих укріплень було відбито дві атаки готів у 254 та 268 рр. Римська стіна була одинарною, шириною 1,65 м, з квадратними вежами. Південна стіна тягнулася дещо на південь від сьогоднішнього проспекту «Τσιμισκή».
На початку IV століття Галерій та Константин І Великий проходять через Салоніки та зміцнюють стіни. В кінці IV століття на зовнішній стороні попередньої було зведено другу стіну з трикутними виступами. Сьогоднішня видима стіна була побудована з кінця IV до середини V століття, тоді як наступне зміцнення та робудова стін була в VII столітті під час правління Іраклія для підтримки оборони міста проти аварів та слов'ян. У 904 році місто було захоплене сарацинами, які напали на нього зі сторони моря, що спричинило зміцнення морських стін після відходу сарацинів.
Про тих, хто будував різні частини стіни, повідомляють написи, які час від часу були знайдені. Один з написів має посилання на найсвятішого архієпископа Євсевія, та повідомляє, що він був доданий до стін, оскільки архієпископ Салонік Євсевій (590-604) виступав за додаткове укріплення міста під час Маврикія, коли місто було обложене слов'янами.
Інший напис біля стін площі Ελευθερίας інформує нас про роботу, яка робилася на початку Х століття на стінах у напрямку до моря. Він вказує на те, що вони були відреставровані під час правління візантійськи імператорів Лева VI та Олександра, реконструйовані під час правління вселенського патріарха Миколи, Лева, царя Солунського та генерала Солунського, Хатціпікоса Солунського. Цей генерал Лев Хатцілакіс згадується Іоаннісом Камініатіасом у хроніці захоплення Салоніків сарацинами. Він був надісланий імператором Левом VI, щоб організувати оборону міста з огляду на вторгнення сарацинів. Хатцілакос вважав за краще скасувати попередній план оборони створення підводного бар'єру перед морськими стінами та зосередитись на зусиллях щодо зміцнення слабких і низьких морських стін, але не встиг завершити проект. Сарацини увійшли до міста на третій день облоги з моря.
Місто також було завойовано в 1185 році Сицилійським королівством. Хроніку подій, що призвели до облоги та падіння, написав архієпископ Євстафій.
У 1308 році каталонські найманці без успіху осадили Салоніки.
У 1355 р. імператриця Анна Савойська відремонтувала частину стін, створивши дві брами. В одній з них є згадка про це.
У 1430 році місто було завойоване османами, які також сприяли утриманню та розширенню стін і залишалися в Салоніках до 1912 року.
У 1874 р. морська стіна та частина східної стіни були знесені, оскільки вважалося, що вони перешкоджають розвитку міста.

## Архітектура
Стіни висотою 10-12 метрів складаються з типової пізньоримської змішаної конструкції шарової кладки, що чергуються з цегляними смугами, прикрашені християнськими (хрестиками) та давньогрецькими символами (зображення сонця, ромбів). ПОдібний стили також можна побачити в залишках стін Константинополя. Північна частина стін примикає до акрополя міста, який утворив окремий укріплений центр, а всередині нього розташована ще одна цитадель — Гептапіргіон (Сім веж), відомий в народі османським перекладом імені тур. Yedi Kule.
На західній та східній стіні розташовані трикутні консолі, тоді як у найвищих точках і особливо в частині, що відокремлює цитадель від міста, є прямокутні вежі.

## Визнання
Пам'ятники Салоніки, внесені до Списку всесвітньої спадщини, — це громадські споруди, релігійні, світські, військові, включаючи міські стіни довжиною 4 км (до реконструкції 8 км). Через своє видатне оформлення та велику мистецьку цінність ці пам'ятки входять до числа найбільш значущих візантійського періоду.

## Галерея

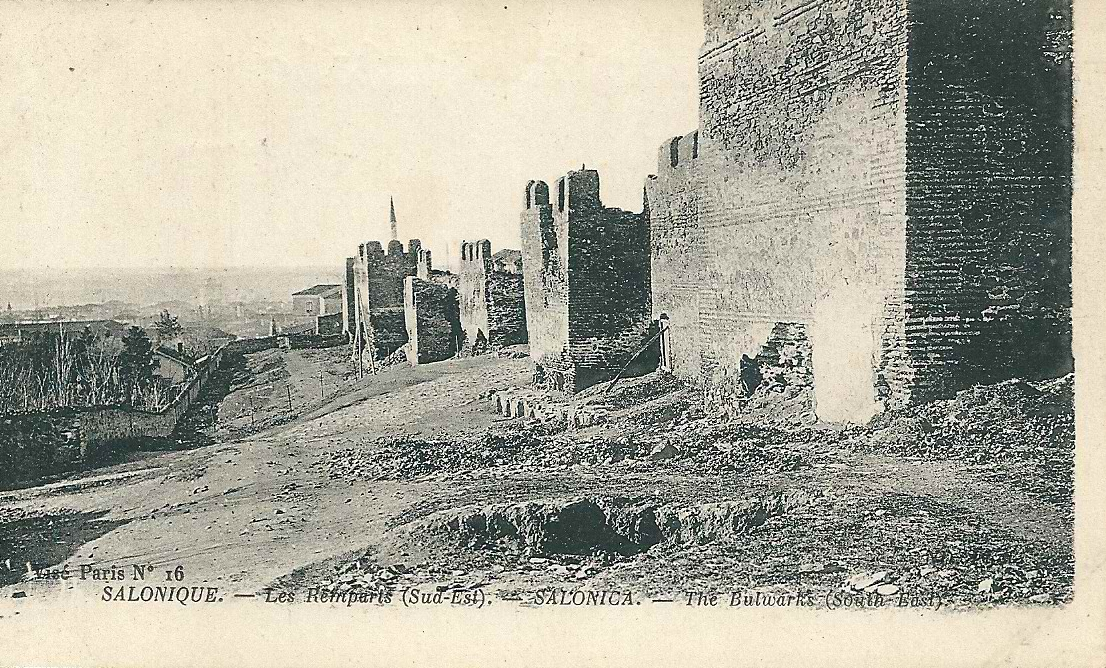
Фото 1919 року
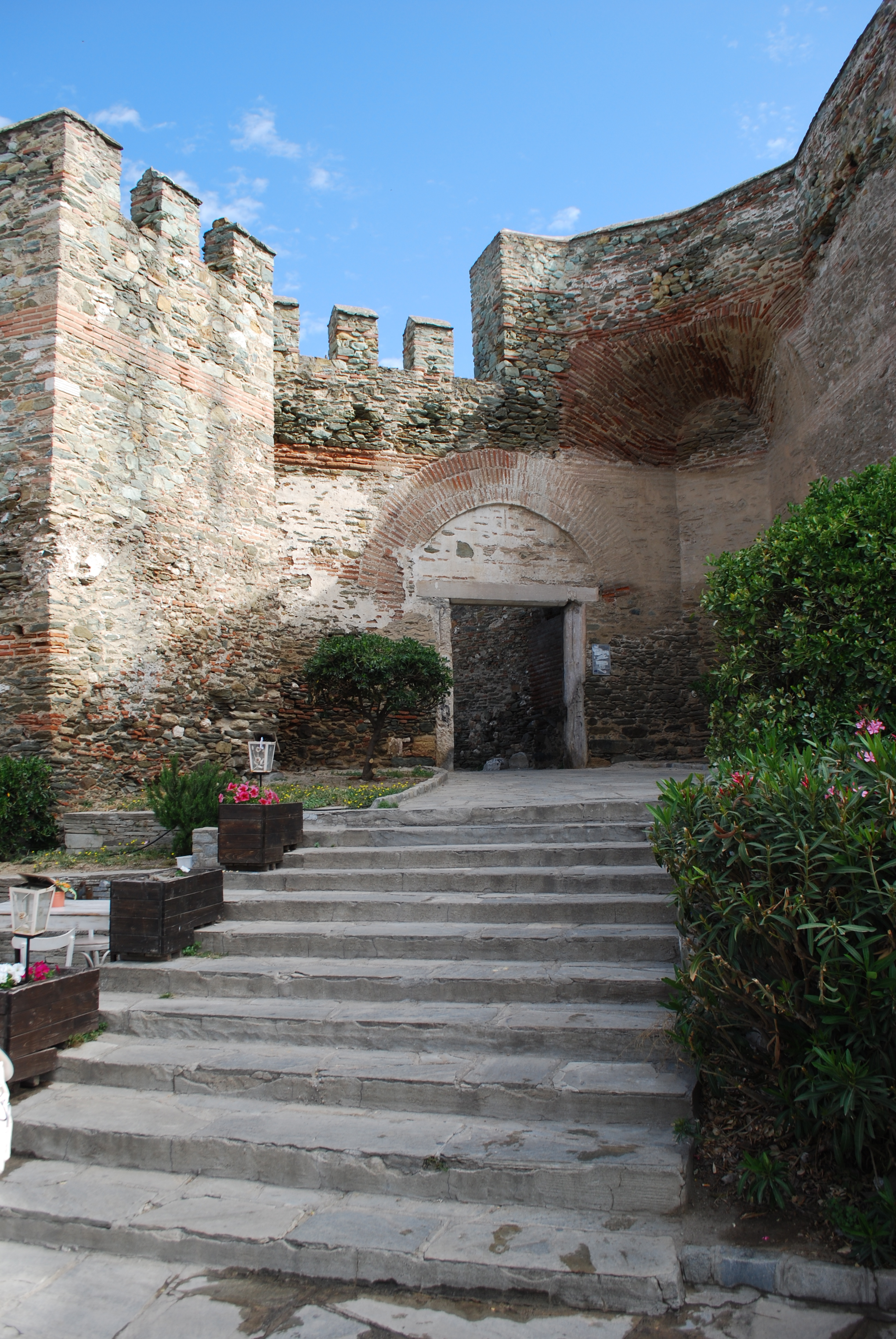
Ворота Анни Савойської
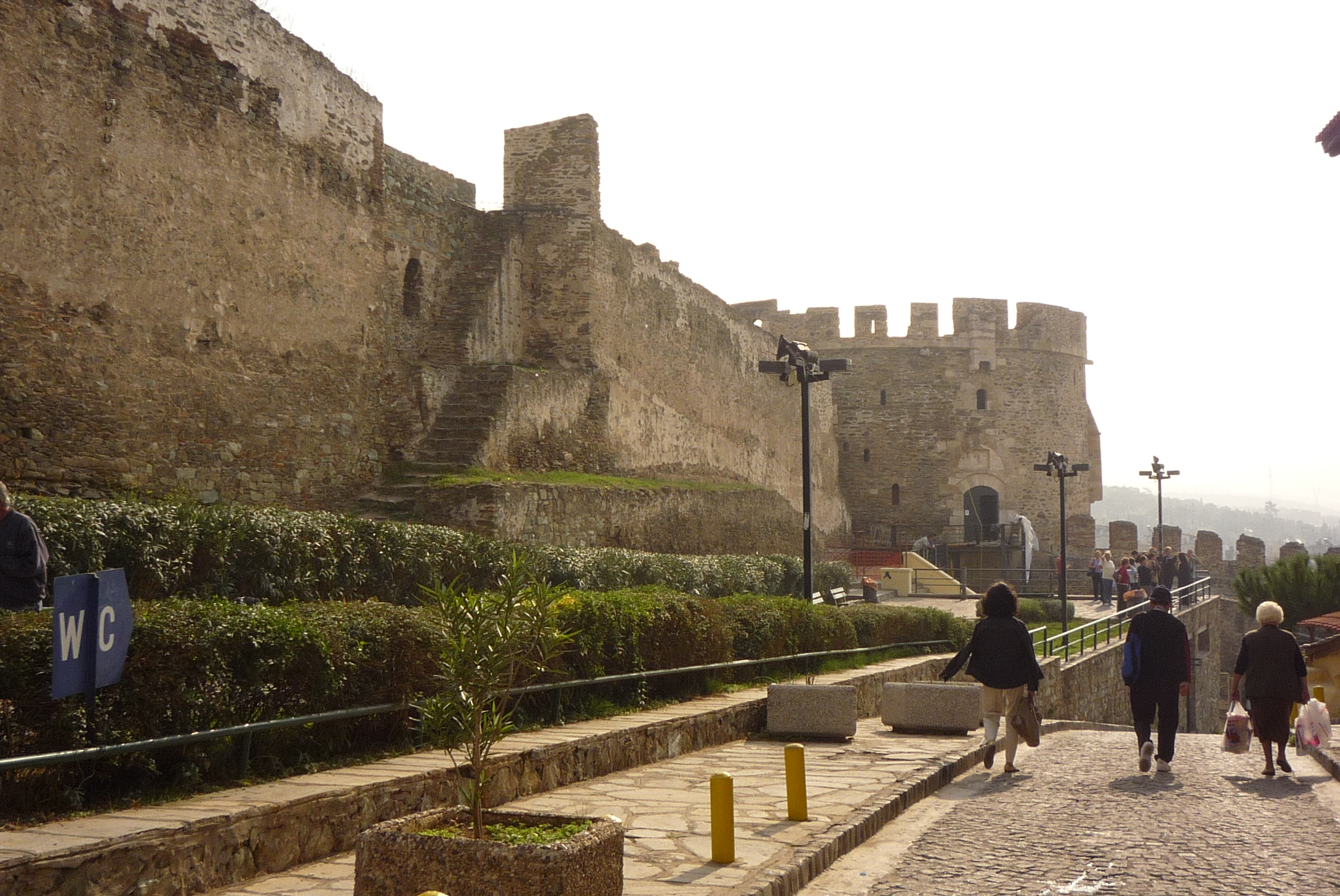
Трикутна вежа
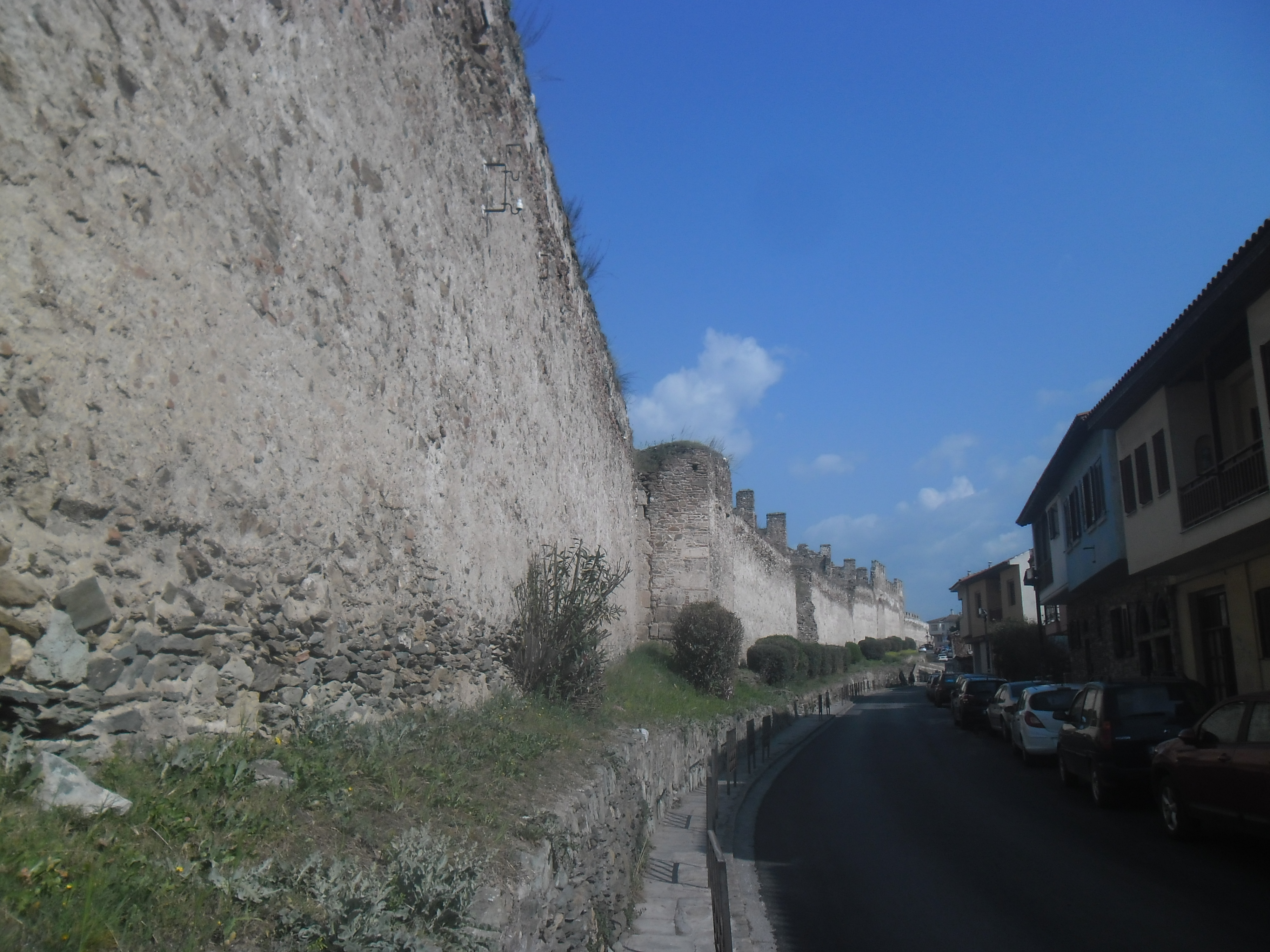
Стіна
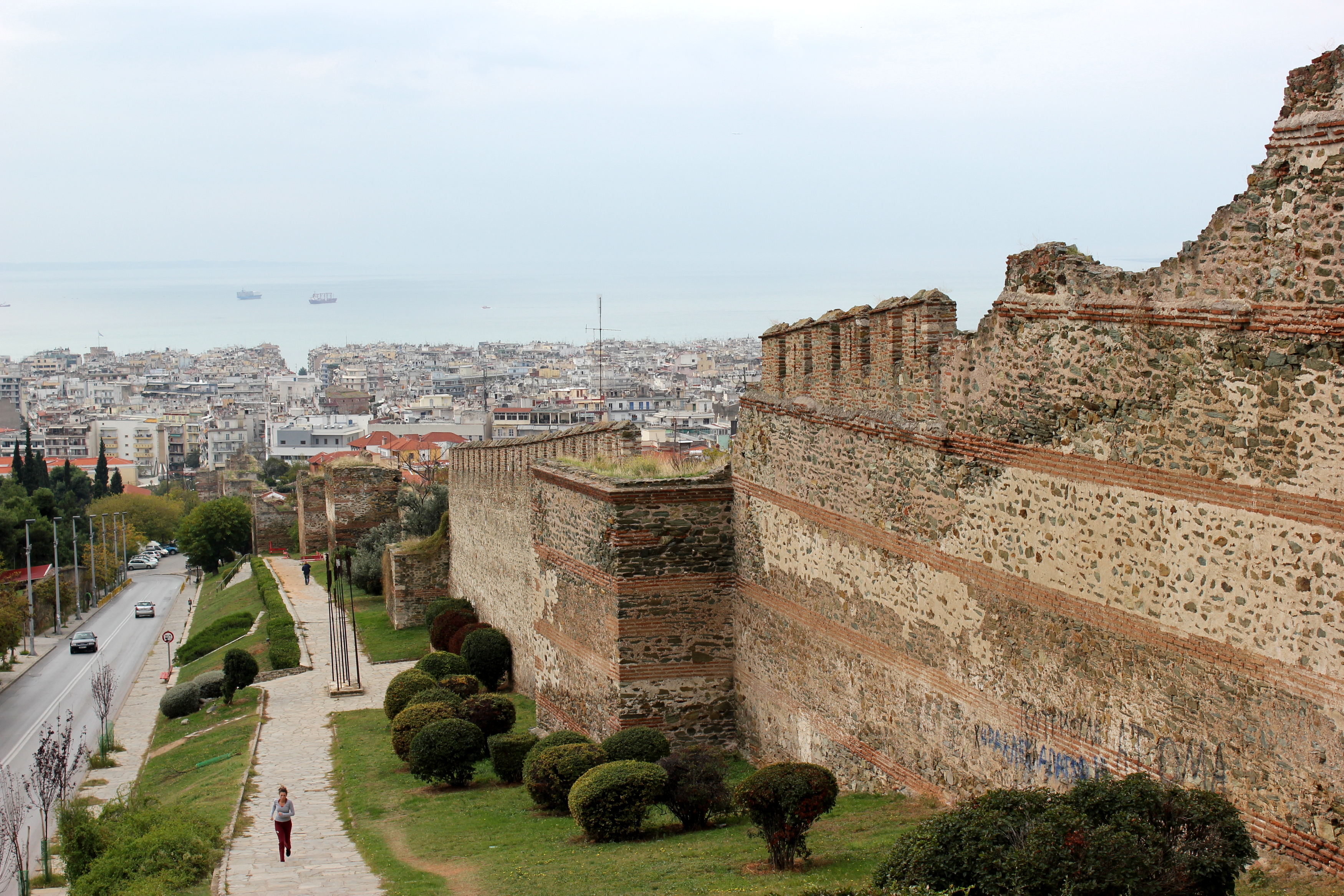
Східні стіни
Зростання стін Салоніків в античності